# Kolberg Percussion
Kolberg Percussion ist ein auf Schlaginstrumente und Orchesterbedarf spezialisiertes Unternehmen des Musikinstrumentenbaus, das in Uhingen produziert und international Sinfonieorchester, Opernhäuser, Musikhochschulen und Musikinstitutionen direkt beliefert.

## Geschichte

### Anfänge und Entwicklung
Gegründet wurde das Unternehmen von Bernhard Kolberg, der 1942 in Oberschlesien geboren wurde und 1957 nach Stuttgart kam.  
Seine doppelte Ausbildung und Erfahrung als Maschinenbautechniker und Orchesterschlagzeuger halfen ihm, den professionellen Bedarf der Musiker und Orchester zu verstehen und die Anforderungen aus der Musikpraxis so umzusetzen, dass seine Produkte großen Anklang fanden.  

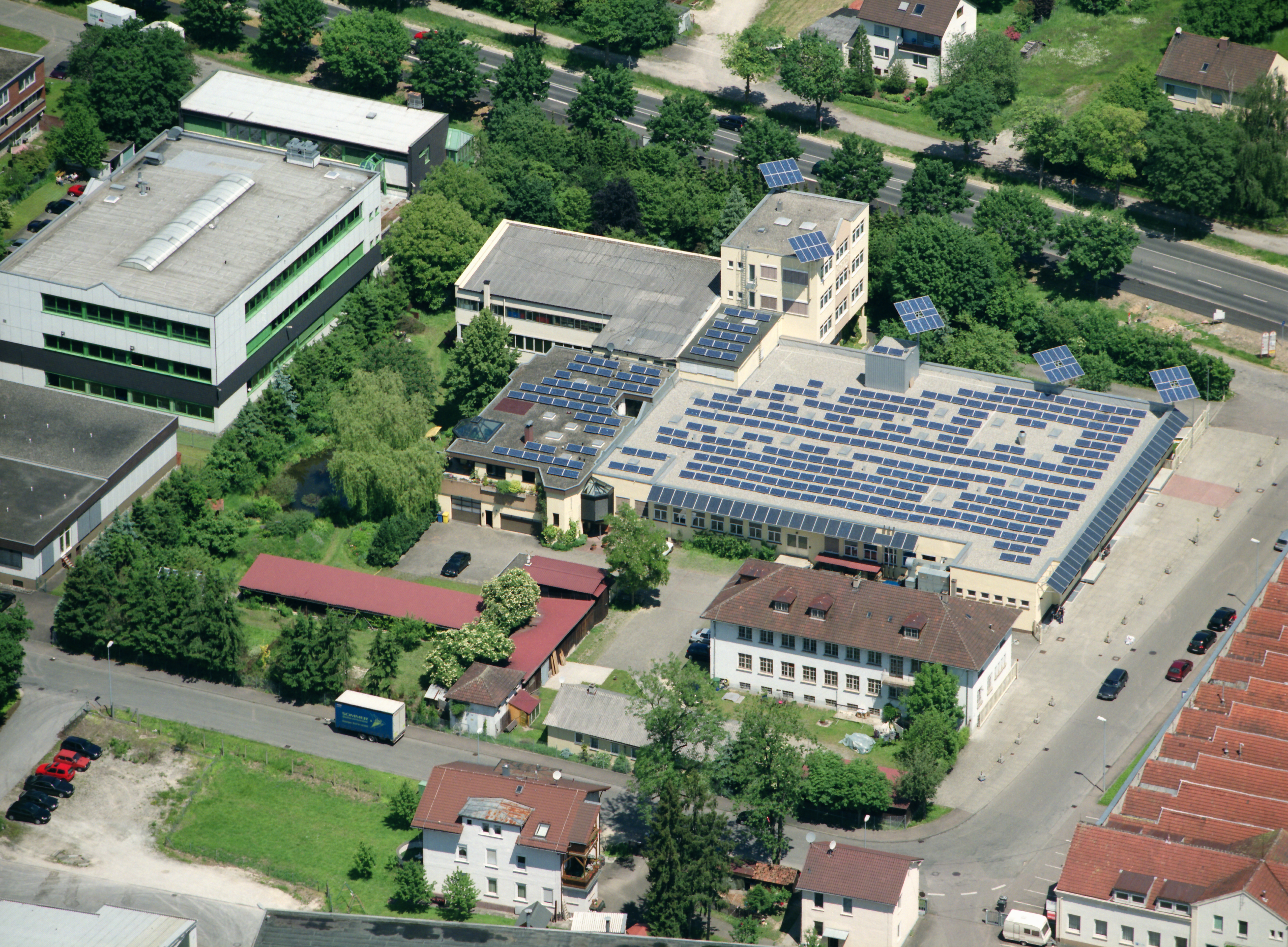
Luftaufnahme des Firmengeländes der Kolberg Percussion GmbH

Zusätzlich ging Bernhard Kolberg bei dem Trommelbaumeister Eugen Giannini in Zürich in die Lehre. Nach seiner aktiven Zeit als Schlagzeuger bei verschiedenen Symphonieorchestern (Süddeutscher Rundfunk, Opernorchester Stuttgart, Stuttgarter Philharmoniker) machte er sich 1968 als Instrumentenbauer mit seinem eigenen Unternehmen zunächst in Ebersbach/Fils selbständig. Im Jahr 1978 erfolgte der Umzug in das eigene Betriebsgelände in Uhingen. 

### Firmenjubiläen
Zum 35-jährigen Bestehen im Jahre 2003 erschien von dem Cellisten und Musikwissenschaftler Helmut Scheunchen ein kurzes Porträt von Bernhard Kolberg und ein Abriss der Firmengeschichte, in dem bereits die Rolle des Hidden Champions im Schlaginstrumentenbau und in der Orchesterausstattung beschrieben wird. 

Filmplakat von "Die Blechtrommel" im Kolberg Percussion Showroom

### Die Blechtrommel
Außerhalb der Branche trat Bernhard Kolberg auch mit einer Blechtrommel in Erscheinung, die er im Auftrag von Volker Schlöndorff für dessen oscarprämierte Verfilmung (1980: Bester fremdsprachiger Film) von Die Blechtrommel von Günter Grass angefertigt hat. 
Bei der Trommel handelt es sich um eine eigens entwickelte Sonderanfertigung. Kolberg fertigte mehrere Exemplare als Requisiten an.
Eine Abstraktion dieser rot-weißen Blechtrommel ist heute Bestandteil des Firmenlogos.

## Produkte
Das Unternehmen verfügt über einen Produktkatalog von über 4.000 Artikeln, die Mehrzahl davon sind Schlaginstrumente. Eine wichtige Produktlinie stellt inzwischen aber auch der Orchesterbedarf (das Musikzubehör) dar. Es wird das komplette Mobiliar für Sinfonie- und Opernorchester angeboten. Dies umfasst Notenpulte und Dirigentenpulte, spezielle Sitzmöbel für die einzelnen Instrumentalisten des Orchesters sowie Transport- und Aufbewahrungsmöbel. Eine Ergänzung des Orchesterbedarfs stellen auch die Flightcases für den Transport der Möbel und Instrumente aller Gattungen dar.
Die Schlaginstrumente, die mit der Hand oder mit Schlägeln unterschiedlichster Art gespielt werden, bilden neben den anderen Geräusch- und Effektinstrumenten die zahlenmäßig größte Produktgruppe. In der von Curt Sachs und Erich Moritz von Hornbostel konzipierten und bereits 1914 veröffentlichten Systematik der Musikinstrumente (sog. Hornbostel-Sachs-Systematik) handelt es sich dabei meistenteils um zu den Idiophonen und Membranophonen zugehörige Instrumente. Dazu gehören zunächst die Trommeln mit einem Fell wie Bongos, Tomtoms oder Congas, dann auch die mit zwei Fellen wie Kleine Trommel und Große Trommel, weiter aber auch das ganze Spektrum an Effekt-Instrumenten von verschiedenen Holztrommeln über Kastagnetten, und Tamburine bis hin zu Triangeln und Becken. Neben den bisher genannten ungestimmten Schlaginstrumenten gibt es dann noch die gestimmten Schlaginstrumente mit distinkten Tonhöhen wie Glockenspiel, Platten- und Röhrenglocken, Xylophone und Cencerros u. v. a. Und auch exotische oder ausgefallene Effektinstrumente wie Windmaschine, Donnerbleche, Autohupe, Bratpfannen (Sartenes) oder Vogelstimmen gehören zum Produktkatalog. Schlägel werden in allen für das professionelle Spiel der Schlaginstrumente erforderlichen Varianten oder als Sonderanfertigungen produziert.
Um die Vielzahl der Instrumente und die starke Variabilität in den von Komponisten vorgeschriebenen Besetzungen sowohl in kammermusikalischen Werken als auch bei symphonischen Besetzungen abbilden zu können, konzipierte Bernhard Kolberg das Kombiständersystem. Es handelt sich dabei um ein nach dem Baukastenprinzip konzipiertes Befestigungs- und Halterungssystem, das dem Musiker die freie Anordnung seiner Schlaginstrumente erlaubt, damit sie einfach genutzt und optimal gespielt werden können. Dieses System, das aus Bernhard Kolbergs Orchesterpraxis heraus seit 1964 entwickelt wurde, ist inzwischen weltweit als Standard bei dem professionellen Spiel von Schlaginstrumenten etabliert. Es hat sich in der Musikpraxis bewährt, die Instrumente für einzelne Kompositionen oder Sätze aus Kompositionen jeweils auf einem Ständer unterzubringen, damit dieser als Ganzes einfach zu handhaben ist – etwa beim Auf- und Abbau während einer Aufführung. Ein Beispiel hierfür ist die Komposition Rebonds A et B für Schlagzeug solo (1987 - 89) von Iannis Xenakis.

## Technik und Innovationen
Die intensive Auseinandersetzung mit dem Instrumentenbau und die Erfahrungen in der Spieltechnik gerade im Orchester haben Bernhard Kolberg in die Lage versetzt, zahlreiche technische Erfindungen, Weiterentwicklungen und Verbesserungen zu realisieren.
Bei den Pauken wurde in der Weiterentwicklung vor allem auf die Klangqualität und leichte Handhabung geachtet. Aus seiner Kenntnis der Spielpraxis konnte Bernhard Kolberg 18 technische Neuentwicklungen einführen: unter anderem den handgehämmerten Kupferkessel aus einem Stück, das mit einem Fersenhebel stufenlos verstellbare und arretierbare Pedal, die Tonumfang-Regulierung, den Tonanzeiger und den Feinstimmer auf der Seite des Spielers.
Für die Große Trommel wurde eine patentierte Pedalinnendämpfung entwickelt, um den Nachhall abdämpfen und seine Dauer steuern zu können.
Am Tamburin wurde 1995 der permanente Daumenwirbel ermöglicht und der Austausch der Metallschellen mittels Wechselstiften patentiert.
An der Marimba wurde 2002 erstmals die zentrale Höhenverstellung mit einer einzigen Kurbel geschaffen und so die Bedienbarkeit für den Spieler erleichtert. Diese zentrale Höhenverstellung wird auch bei allen anderen Stabspielen (Xylophon, Glockenspiel) angeboten.
Die Marimba wird außerdem in Leichtbauweise aus einem stabilen Aluminiumrahmen gefertigt und mit Resonatoren aus Aluminium bestückt, so dass das kleine Instrument (Tonumfang A – c4) nur 64 kg, das große Instrument (Tonumfang C – c4) nur 89 kg wiegt. In Verbindung mit der modularen Bauweise in bis zu 17 Komponenten handelt es sich daher um ein sehr gut trag- und transportierbare Marimba.
In Abstimmung mit Karlheinz Stockhausen und nach seinen klanglichen Vorstellungen wurde für die Komposition "Momente" eine Glissando-Trommel entwickelt, die einen Tonumfang von zweieinhalb Oktaven aufweist.
Das in der Höhe und in seiner Auflagefläche ausziehbare und zu vergrößernde Notenpult wurde 1975 entwickelt, um Überformate oder mehrere Stimmen gleichzeitig individuell tragen zu können.

## Showroom und Schlagzeugmuseum

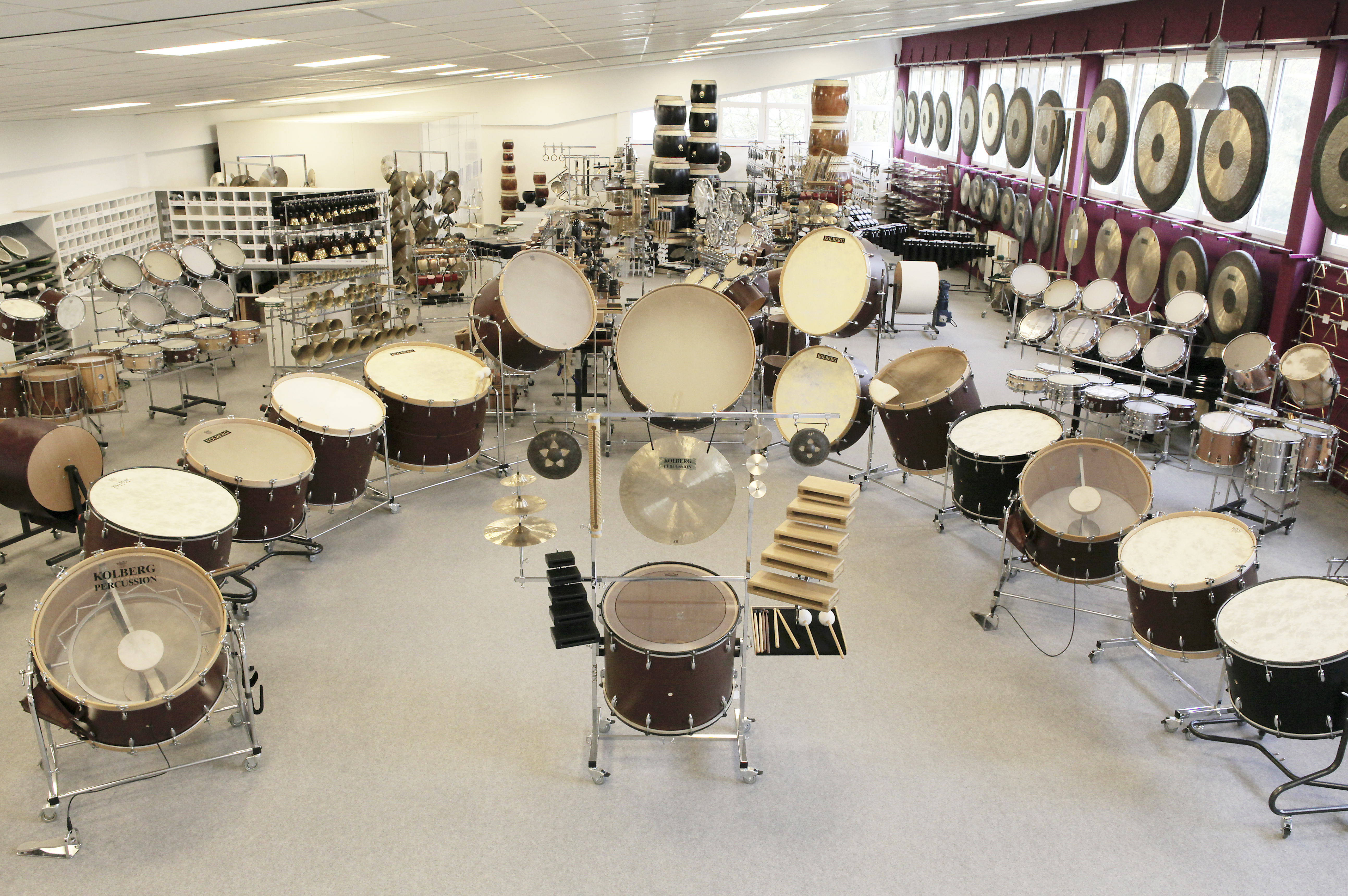
Kolberg Percussion Showroom im Firmengebäude in Uhingen.

Im Firmengebäude in Uhingen gibt es mehrere Ausstellungsräume von insgesamt mehr als 1.000 m² Fläche, in denen alle Instrumente und das Zubehör ausprobiert werden können, sowie einen großen Showroom, in dem auch die Klangwirkung in einem großen Raum getestet werden kann. Um für ihre Werke spezielle Klangvorstellungen umzusetzen, waren schon viele Komponisten zu Besuch wie z. B. Pierre Boulez, Krzysztof Penderecki, Olivier Messiaen und Iannis Xenakis.
Neben diesem Showroom gibt es auch eine umfangreiche Sammlung von historischen und exotischen Schlaginstrumenten, die Bernhard Kolberg erworben hat oder die von Musikern und Musikinstitutionen zur Verfügung gestellt wurden.

## Percussion-Lexikon
Bernhard Kolberg hat bereits vor vielen Jahren mit der Erarbeitung eines Lexikons begonnen, das alle Schlagzeuge der Welt dokumentieren soll, die in der Kunstmusik Verwendung finden. Heute umfasst die dafür benutzte Datenbank bereits über 500 Schlag- und Effektinstrumente und ist damit deutlich umfangreicher als die Liste der Schlaginstrumente.